# Eduardo Bermúdez Reina
Eduardo Bermúdez Reina   (Sevilla, 9 de novembre de 1831 - Madrid, 24 de maig de 1899) va ser un militar i polític espanyol.

## Biografia
Nascut el 9 de novembre de 1831 fou artiller de l'exèrcit. Va ser governador militar de Bilbao i va lluitar en la Guerra d'Àfrica i la Tercera Guerra Carlina. Fou diputat per Écija a les eleccions generals espanyoles de 1869 i per Carmona a les eleccions generals espanyoles de 1871, 1872, 1881 i 1884. El 1873 fou nomenat cap d'Estat Major a Catalunya i ascendit a mariscal de camp en 1881.
Després de ser un temps subsecretari del Ministeri de Guerra ocupà la cartera de ministre de la Guerra entre el 22 de gener de 1890 i el 5 de juliol de 1890 en un govern Sagasta. Després fou Senador per Logronyo de 1891 a 1893 i Senador vitalici des d'aquest any. També fou fiscal militar del Consell Suprem de Guerra.
Va morir el 24 de maig de 1899 a Madrid.